# Polycentropus turquino
Polycentropus turquino är en nattsländeart som beskrevs av Lazar Botosaneanu 1980. Polycentropus turquino ingår i släktet Polycentropus och familjen fångstnätnattsländor. Inga underarter finns listade i Catalogue of Life.